# Gonzalo Herralde
Gonzalo Herralde i Grau, conegut com a Gonzalo Herralde (Barcelona, 1949) és un distribuïdor de documentals i director de cinema català, germà de l'escriptor i editor Jorge Herralde Grau.
És conegut per haver dirigit pel·lícules com La muerte del escorpión, Raza, el espíritu de Franco i El asesino de Pedralbes.

## Biografia
Gonzalo Herralde, tot i ser aficionat al cinema, va començar estudiant Medicina. Al tercer any, quan anava a especialitzar-se en psiquiatria, ho va deixar a causa dels canvis ideològics que va patir la facultat durant aquella època. Aquest interès per la psiquiatria, però, va influir en pel·lícules com Raza, el espíritu de Franco, El asesino de Pedralbes i Vértigo en Manhattan. Un cop ja havia deixat la universitat va decidir encaminar la seva vida cap a les arts estudiant teatre, història de l'art i cinema. Va començar a estudiar teatre a l'Escola d'Art Dramàtic Adrià Gual. Aquí s'adonà que no estava fet per a la interpretació i va començar a estudiar història de l'art on va fer amistat amb Enrique Vila-Matas, Mario Gas i Cristina Fernández Cubas, qui més endavant es convertirien en personalitats del món del teatre, el periodisme i l'escriptura.
Després de veure Pierrot le fou de Jean-Luc Godard (1965) va ser quan va decidir definitivament fer cinema. Va assistir a les classes Noël Burch al francès Institut de Formation Cinématographique de París on només veien i analitzaven la pel·lícula de Robert Wiene, El gabinet del Dr. Caligari (1920). Molt més va aprendre a l'Escola de Cinema Aixelà, on va poder filmar amb una súper-8 i muntar. Durant aquesta etapa d'aprenentatge va sorgir el seu primer curtmetratge, Cartel (1970), un assaig sobre els Aparells Ideològics de l'Estat fet conjuntament amb Gustau Hernández. Posteriorment, Herralde, va fer tres curtmetratges més abans del seu primer llargmetratge. El B. va a Nueva York (1971), considerat un esborrany de Vértigo en Manhattan; Un cochero IMpertinente (1973), un curt relacionat amb el llenguatge; i Mi terraza (1974), projecte encarregat per un grup d'arquitectes que fa una radiografia de la ciutat i els diferents estatus de la societat filmant les terrasses de diferents zones de Barcelona i Catalunya.
L'any 1974, juntament amb Oriol Regàs, Gonzalo Herralde funda la productora Producciones Septiembre amb la qual farà la seva primera pel·lícula de llarga durada, La muerte del escorpión (1975). Es tracta d'un thriller que relata l'embolic amorós entre una exactriu, el seu marit que és productor i un guionista. Dos anys més tard, al 1977, i amb la mateixa productora, va realitzar el projecte Raza, el espíritu de Franco (1977) amb la col·laboració de Romà Gubern. És un documental que es va realitzar just després de la mort del dictador on apareixen entrevistes a Pilar Franco, la germana del general, i a Alfredo Mayo, actor que el va interpretar a la pel·lícula de José Luis Sáenz de Heredia, Raza (1941).
Per al següent projecte es va centrar en l'assassinat d'un matrimoni de la zona alta de Barcelona. El asesino de Pedrables (1978) és un documental que s'endinsa en la ment i la persona de José Luis Cerveto, autor del crim i antic majordom de la família, mitjançant entrevistes amb el mateix Cerveto des de la presó d'Osca. El film, que també convida a anar més enllà i reflexionar sobre els serveis penitenciaris de l'estat, va tenir un gran reconeixement i va ser presentada a diversos festivals de cinema d'arreu del món, com el de Nova York, Sant Sebastià o San Francisco.
A principis de la dècada dels 80, Herralde es planteja encaminar el seu cinema cap a un públic més internacional. Primer va anar a viure a Nova York, on va conèixer a Tom Luddy, director del Pacific Film Archive de Los Angeles que el va dur a diversos festivals de cinema independent. El seguit de viatges en avió que va fer durant l'estada de 3 anys a Nova York van donar-li la idea per a la seva següent pel·lícula Jet Lag o Vértigo en Manhattan (1980), un thriller on la descompensació horària causada per un vol de llarga distància pren un rol clau a la història d'una dona que va a buscar a un antic amant.
El següent projecte en el qual es va endinsar va ser l'adaptació cinematogràfica de l'obra de Juan Marsé, Últimas tardes con Teresa (1984). Pepón Coromina, amic d'Herralde i productor amb qui ja havia treballat a Vértigo en Manhattan i El asesino de Pedralbes, va aconseguir el guió i va ajuntar a l'autor i al director perquè en fessin la pel·lícula. El tàndem Marsé-Herralde no va acabar de funcionar, però la rebuda del públic va ser suficientment bona.
Laura a la ciutat dels sants va ser la següent novel·la que Herralde va dur al cinema. Laura a la ciutat dels sants (1987) va esdevenir una bona adaptació, tot i les diferències que presentaven novel·la i film. Abans, però, va dur a terme un altre projecte: Procés a l'atzar (1985), un film que documentava la trobada de científics que es va fer al teatre museu Dalí aquell mateix any i que va durar dos dies. Va ser produït per Trasbals, la productora que Herralde va fundar poc abans.
L'última pel·lícula que va rodar Gonzalo Herralde va arribar sis anys després de Laura a la ciutat dels sants i va ser La febre d'or (1993), adaptació de la novel·la de Narcís Oller. La versió per a la televisió constava de 3 parts i una durada total de cinc hores, però per motius de distribució, la versió per a cinema va haver de ser retallada fins a les dues hores i tres quarts. L'acollida a taquilla tampoc va ser massa bona i Trasbals es va veure en perill. A partir d'aquest moment, des de la productora, es van dedicar a la distribució de vídeos culturals. Van començar amb episodis del programa A fondo de Televisió Espanyola i va seguir amb el programa de Pivot Apostrophes, Architectures de la cadena ARTE, entre d'altres.

## Filmografia
El cinema d'Herralde s'ha caracteritzat durant els anys per buscar la combinació entre el documental i la ficció. Ens els seus films intenta endinsar-se en les ments dels protagonistes per tal de psicoanalitzar-les. També hi tenen cabuda les ciències, així com la literatura i l'arquitectura. En definitiva, Gonzalo Herralde busca, com ell mateix, un públic diferent i interessat per la cultura. La seva obra més destacada està formada per:
- 1975. La muerte del escorpión
- 1977. Raça, l'esperit de Franco
- 1978. El asesino de Pedralbes
- 1980. Vértigo en Manhattan
- 1983/4. Les últimes tardes amb Teresa, basada en la novel·la de Juan Marsé
- 1986. Laura a la ciutat dels sants, basada en la novel·la de Miquel Llor
- 1991/3. La febre d'or, basada en la novel·la de Narcís Oller